# یازالده گومس پینتو
یازالده گومس پینتو (پرتغالی: Yazalde Gomes Pinto؛ زادهٔ ۲۱ سپتامبر ۱۹۸۸) که به صورت ساده با نام یازالده شناخته می‌شود، بازیکن فوتبال اهل پرتغال است.
از باشگاه‌هایی که در آن بازی کرده‌است می‌توان به براگا، ریو آوه، اولهاننزه، بیرامار، آسترا جورجو، قبله، ژیل ویسنته، بلننسس و نجران اشاره کرد.